# Odontoretha
Odontoretha là một chi bướm đêm thuộc họ Noctuidae.